# ATC code M09
ATC code M09 سایر داروها جهت درمان اختلالات اسکلتی-عضلانی زیرگروهی درمانی از سیستم طبقه‌بندی شیمیایی درمانی آناتومیک است. این سیستمِ متشکل از کدهای حرفی‌عددی را سازمان جهانی بهداشت برای طبقه‌بندی داروها و سایر تولیدات پزشکی ایجاد کرده است. زیرگروه M09 جزوی از گروه آناتومیک M سیستم اسکلتی-عضلانی است.

کدهای مورد استفاده در دامپزشکی (کدهای ATCvet) را می‌توان با گذاشتن حرف Q جلو کدهای انسانی ATC ایجاد کرد: مثلاً QM09. کدهای ATCvet که فاقد کدهای انسانی متناظر ATC هستند، در فهرست ذیل با حرف آغازین Q ذکر شده‌اند.
ممکن است نسخه‌های ملی از طبقه‌بندی ATC حاوی کدهای اضافه‌ای باشند که در این فهرست (نسخهٔ سازمان جهانی بهداشت) نیامده باشند.

## M09A سایر داروها جهت درمان اختلالات اسکلتی-عضلانی

### M09AAکینینو مشتقات
M09AA01 Hydroquinine
M09AA72 Quinine, combinations with psycholeptics

### M09AB آنزیم‌ها
M09AB01 Chymopapain
M09AB02 Collagenase clostridium histolyticum
M09AB03 Bromelains
M09AB52 تریپسین, combinations

### M09AX سایر داروها جهت درمان اختلالات اسکلتی-عضلانی
M09AX01 اسید هیالورونیک
M09AX02 Chondrocytes, autologous
M09AX03 آتالورن
M09AX04 Drisapersen
M09AX05 ان-استیل نورامینیک اسید
QM09AX99 Combinations